# Laslea
Laslea (in ungherese Szászszentlászló, in tedesco Großlasseln) è un comune della Romania di 3241 abitanti, ubicato nel distretto di Sibiu, nella regione storica della Transilvania. 
Il comune è formato dall'unione di 5 villaggi: Florești (Felsendorf), Laslea, Mălâncrav (Halbenkragen), Nou Săsesc (Sächsisch-Neudorf), Roandola (Rennenthal).